# Monaster Podwyższenia Krzyża Pańskiego na wyspie Kij
Monaster Podwyższenia Krzyża Pańskiego – nieczynny klasztor prawosławny na wyspie Kij w zatoce Onega.
Według tradycji, w 1630 hieromnich Nikon, zamieszkujący w jednej z filii Monasteru Sołowieckiego, skicie Anzerskim, pokłócił się z jej przełożonym, schimnichem Eleazarem, i opuścił skit. Postanowił udać się do Kożejezierskiego Monasteru Objawienia Pańskiego. Jednak w czasie podróży łodzią zaskoczyła go burza. Łódź Nikona, który cały czas modlił się o swoje ocalenie, została wyrzucona na brzeg wyspy Kij. Aby podziękować Bogu za zachowanie życia, mnich wzniósł na brzegu krzyż.
W 1652 Nikon, będący już metropolitą nowogrodzkim, ponownie odwiedził wyspę Kij, gdzie odnalazł pozostawiony przez siebie krzyż. Wówczas miał postanowić, że na miejscu tym powstanie męski klasztor. W 1656 hierarcha został wybrany na patriarchę Moskwy i całej Rusi i uzyskał od cara zgodę na budowę nowego klasztoru, po czym osobiście zainicjował zbiórkę środków na ten cel. Aleksy I Romanow osobiście przekazał 6 tys. rubli. Prace budowlane rozpoczęto już w roku następnym, wtedy też formalnie powstała wspólnota monastyczna. W 1660 Nikon po raz trzeci i ostatni odwiedził wyspę, mieszkając przez rok w będącym nadal w budowie klasztorze. Przywiózł ze sobą dzwony oraz wyposażenie dla świątyń monasterskich, w tym najważniejszej – kamiennego soboru Podwyższenia Krzyża Pańskiego. W soborze umieścił krzyż z relikwiami m.in. Krzyża Pańskiego (tzw. Krzyż z Kij). Oprócz głównej cerkwi w skład kompleksu klasztornego wchodziły kamienny refektarz i kaplica. Sobór Podwyższenia Krzyża Pańskiego został zlokalizowany w najwyższym punkcie skalistej wyspy i zwieńczony pojedynczą kopułą na ośmiobocznym bębnie. Nawa obiektu została zbudowana na planie kwadratu.
Na planie kwadratu o boku 15 metrów wzniesiono również kamienny refektarz, kopię podobnego obiektu w Monasterze Sołowieckim. Od zachodu jadalnia była połączona z cerkwią Narodzenia Matki Bożej, zaś od północno-zachodniej – z krytą dachem namiotowym dzwonnicą. Do dzwonnicy przylegała kaplica grzebalna przełożonych monasteru; groby mnichów mieściły się na odrębnym cmentarzu. Na terytorium monasteru znajdowało się uznawane za cudowne źródło o głębokości dziesięciu metrów, które zgodnie z tradycją zostało odkryte przez patriarchę Nikona. Mnisi monasteru zamieszkiwali w jednopiętrowym budynku z celami zbudowanym pod koniec XVII w., którego parter zajmowały pomieszczenia gospodarcze.
W 1854, w czasie desantu angielskiego na wyspie podczas wojny krymskiej, monaster został uszkodzony. Poważniejsze straty poniósł jednak w czasie pożaru, jaki miał miejsce rok później. Odbudowę klasztoru sfinansował sumą 9 tys. rubli rząd rosyjski. Monaster nigdy nie odzyskał znaczenia, jakie posiadał w czasach Nikona; ostatecznie zamknięty został w 1922. Krzyż z Kij został przeniesiony najpierw do muzeum religii i ateizmu, następnie był przechowywany w magazynach moskiewskiego Muzeum Historycznego, aż w 1991 r. został wstawiony do cerkwi św. Sergiusza z Radoneża w rejonie Twierskim Moskwy.

## Galeria

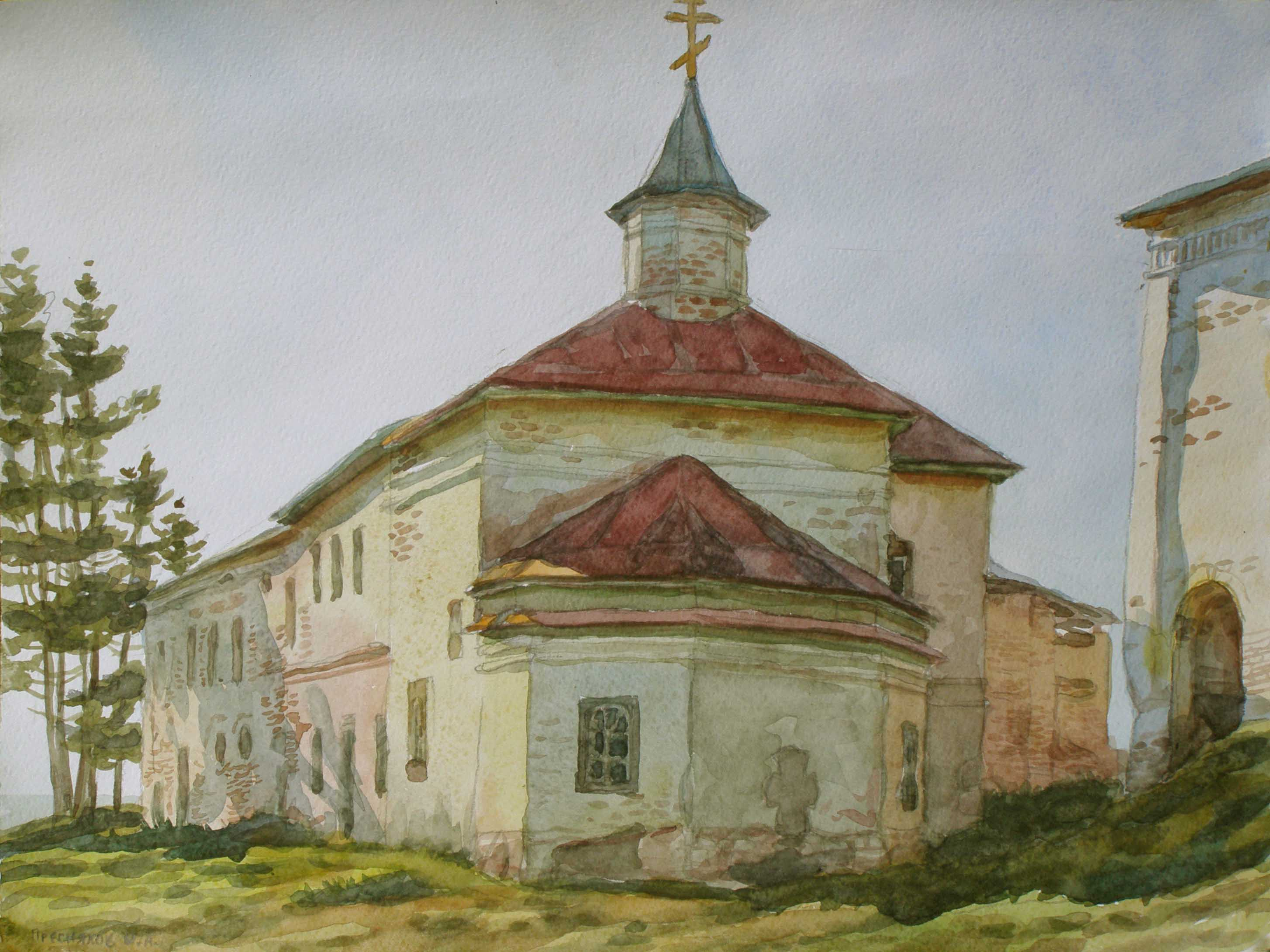
M. Priesniakow (2010). Cerkiew św. drzewa Krzyża Pańskiego
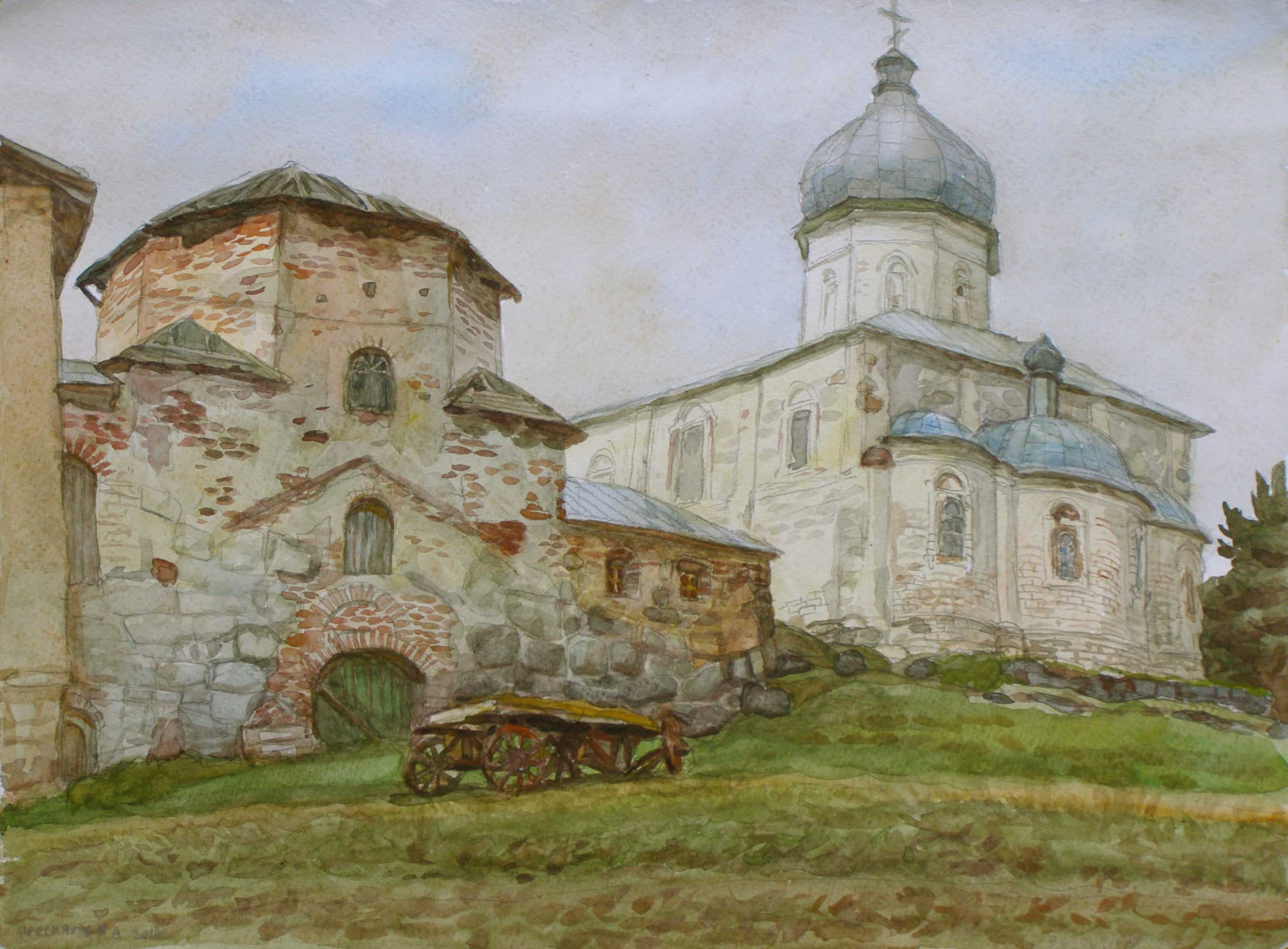
M. Priesniakow (2010). Sobór Podwyższenia Krzyża Pańskiego
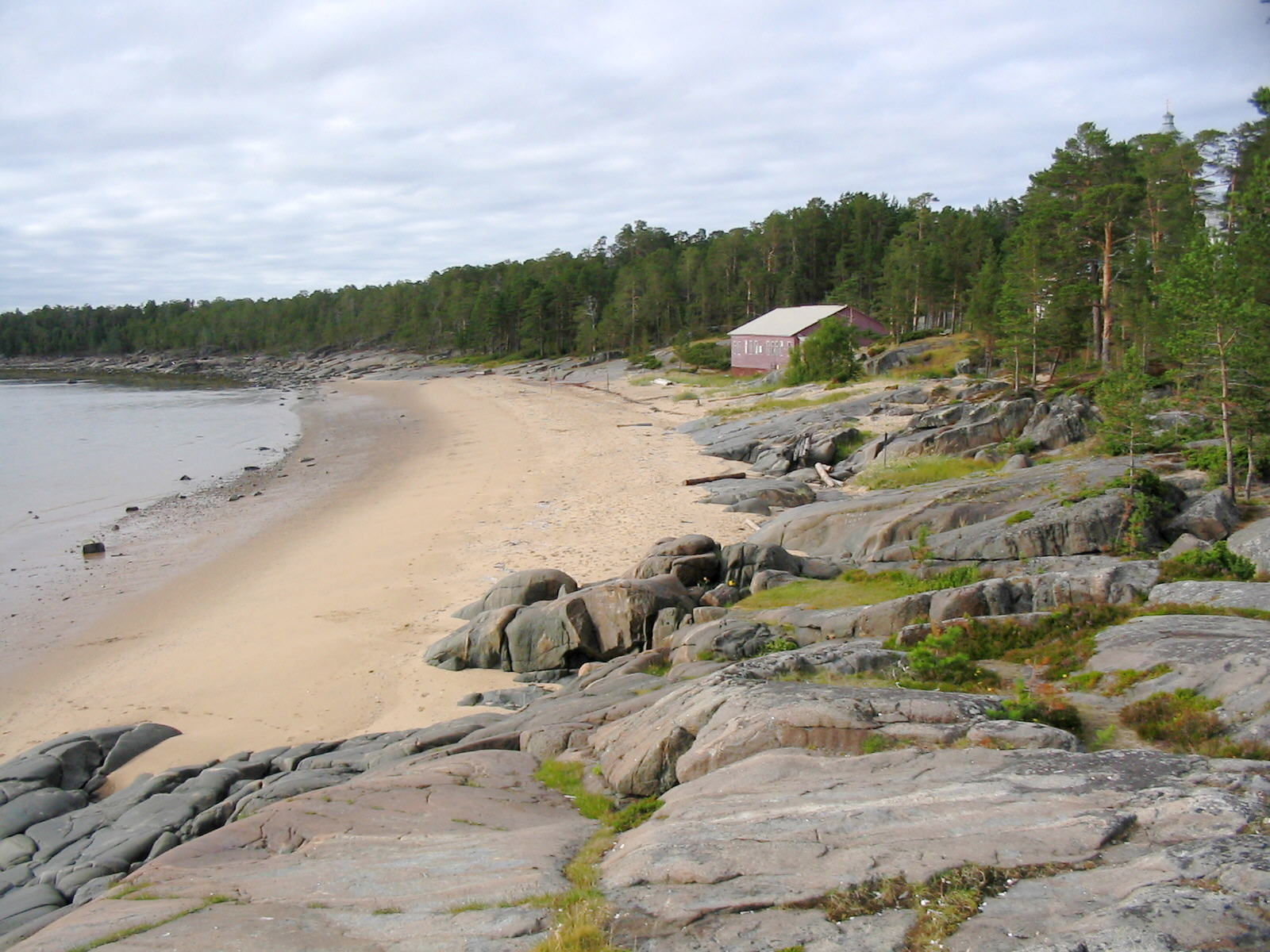
Plaża na wyspie Kij